# Straßenradsport-Weltmeisterschaften 1990
Die Straßenradsport-Weltmeisterschaften 1990 wurden Ende August bis Anfang September im japanischen Utsunomiya und damit erstmals in Asien ausgetragen. Als Weltmeister wurden bei den Berufsfahrern der Belgier Rudy Dhaenens, bei den Amateuren Mirco Gualdi aus Italien und bei den Frauen die Französin Catherine Marsal ermittelt. In den Mannschaftsentscheidungen siegten die Sowjetunion bei den Männern und die Niederlande bei den Frauen.

## Profis
Das Feld der 145 Berufsfahrer hatte eine Strecke von 261 Kilometern zurückzulegen und dabei 18 Runden zu absolvieren. Nach der politischen Wende von 1989 starteten erstmals auch fünf Profis aus der DDR. Schon im frühen Rennverlauf bildete sich eine 20-köpfige Spitzengruppe, aus der sich zehn Kilometer vor dem Ziel die beiden Belgier Rudy Dhaenens und Dirk De Wolf lösen konnten. Fast immer im Windschatten von De Wolf fahrend gewann Dhaenens den Schlussspurt. Acht Sekunden später folgte das Verfolgerfeld, in dem sich auch der Deutsche Andreas Kappes befand. Er fuhr als Achter über den Zielstrich, während Mario Kummer mit 45 Sekunden Rückstand als bester DDR-Fahrer das Rennen beendete. Nur 57 Fahrer kamen ins Ziel, darunter noch die Bundesdeutschen Peter Hilse (31.) und Darius Kaiser (49.) sowie als zweiter DDR-Fahrer Uwe Ampler.
| Platz | Athlet             | Land | Zeit              |
| ----- | ------------------ | ---- | ----------------- |
| 1     | Rudy Dhaenens      | BEL  | 6:51:59           |
| 2     | Dirk De Wolf       | BEL  | gleiche Zeit      |
| 3     | Gianni Bugno       | ITA  | + 0:08 min        |
| 4     | Greg LeMond        | USA  | alle gleiche Zeit |
| 5     | Sean Kelly         | IRL  | alle gleiche Zeit |
| 6     | Laurent Jalabert   | FRA  | alle gleiche Zeit |
| 7     | Johnny Weltz       | DEN  | alle gleiche Zeit |
| 8     | Andreas Kappes     | GER  | alle gleiche Zeit |
| 9     | Maurizio Fondriest | ITA  | alle gleiche Zeit |
| 10    | Claude Criquielion | BEL  | alle gleiche Zeit |
| 11    | Piotr Ugrumow      | LAT  | alle gleiche Zeit |
| 12    | Miguel Indurain    | ESP  | alle gleiche Zeit |
| 13    | Marek Szerszyński  | POL  | alle gleiche Zeit |
| 14    | Federico Echave    | ESP  | alle gleiche Zeit |

| Platz | Athlet               | Land | Zeit              |
| ----- | -------------------- | ---- | ----------------- |
| 15    | Pello Ruiz Cabestany | ESP  | + 00:08 min       |
| 16    | Joachim Halupczok    | POL  | alle gleiche Zeit |
| 17    | Iñaki Gastón         | ESP  | alle gleiche Zeit |
| 18    | Martial Gayant       | FRA  | alle gleiche Zeit |
| 19    | Steve Bauer          | CAN  | alle gleiche Zeit |
| 20    | Pedro Delgado        | ESP  | alle gleiche Zeit |
| 0 …   |                      |      |                   |
| 25    | Mario Kummer         | DDR  | + 00:45 min       |
| 31    | Peter Hilse          | GER  | + 00:45 min       |
| 33    | Uwe Ampler           | DDR  | + 00:45 min       |
| 49    | Darius Kaiser        | GER  | + 13:14 min       |
| 0 …   |                      |      |                   |
| 57    | Masatoshi Ishikawa   | JPN  | + 16:29 min       |

## Amateure
| Platz | Athleten            | Land | Zeit       |
| ----- | ------------------- | ---- | ---------- |
| 1     | Mirco Gualdi        | ITA  | 4:39:17 h  |
| 2     | Roberto Caruso      | ITA  | + 0:54 min |
| 3     | Jean-Philippe Dojwa | FRA  | + 0:56 min |

| Platz | Land        | Athleten                                                           | Zeit (h) |
| ----- | ----------- | ------------------------------------------------------------------ | -------- |
| 1     | Sowjetunion | Oleh Halkin, Ruslan Sotow Ihar Patenka, Oleksandr Markownitschenko | 1:56:50  |
| 2     | DDR         | Maik Landsmann, Uwe Peschel Uwe Berndt, Falk Boden                 | 1:57:05  |
| 3     | Deutschland | Rolf Aldag, Kai Hundertmarck Rajmund Lehnert, Michael Rich         | 1:57:09  |

## Frauen
| Platz | Athletin         | Land | Zeit       |
| ----- | ---------------- | ---- | ---------- |
| 1     | Catherine Marsal | FRA  | 2:00:07 h  |
| 2     | Ruthie Matthes   | USA  | + 3:24 min |
| 3     | Louisa Seghezzi  | ITA  | + 3:24 min |

| Platz | Land        | Athletinnen                                                                    | Zeit (h) |
| ----- | ----------- | ------------------------------------------------------------------------------ | -------- |
| 1     | Niederlande | Leontien van Moorsel, Monique Knol Cora Westland, Astrid Schop                 | 1:03:51  |
| 2     | USA         | Inga Thompson, Eve Stephenson Phyllis Hines, Maureen Manley                    | 1:04:07  |
| 3     | Sowjetunion | Natalja Chipaeva, Nadeschda Kibardina Walentina Polchanowa, Natalja Meljochina | 1:04:21  |